# Bolat Raimbekov

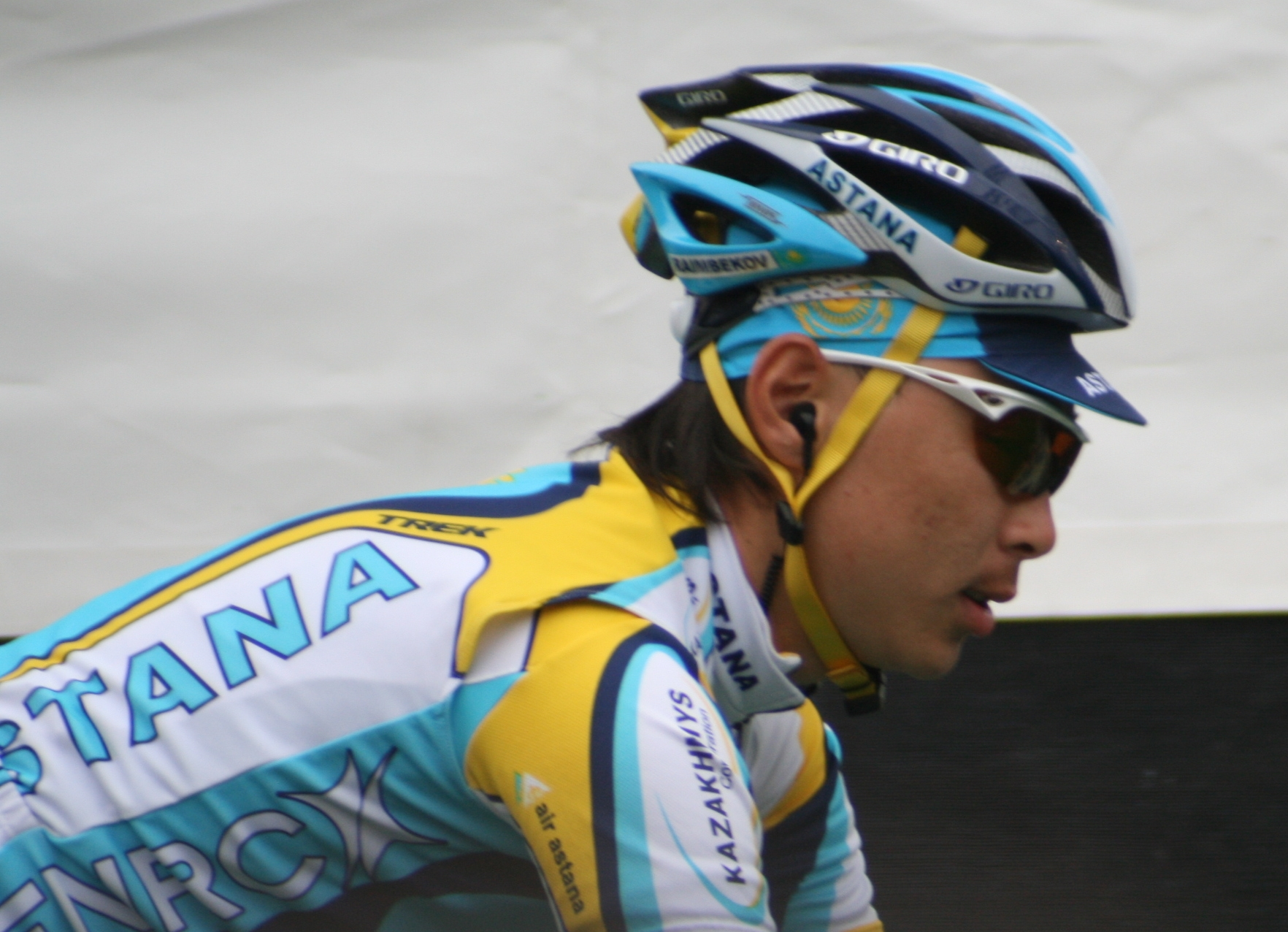
Bolat Raimbekov con el maillot de Astana.

Bolat Raimbekov es un ciclista profesional kazajo nacido el 25 de diciembre de 1986.
Debutó como profesional el año 2008 con el equipo kazajo Ulán. En 2009 fichó por el equipo ProTour Astana.

## Palmarés
2006
- Kivilev Memorial-Almaty

## Equipos
- Ulán (2008)
- Astana (2009)